# Тремозине сул Гарда
Тремозине сул Гарда (итал. Tremosine sul Garda) је насеље у Италији у округу Бреша, региону Ломбардија.
Према процени из 2011. у насељу је живело 372 становника. Насеље се налази на надморској висини од 418 м.

## Становништво
| 1931. | 1936. | 1951. | 1961. | 1971. | 1981. | 1991. | 2001. | 2011. |
| ----- | ----- | ----- | ----- | ----- | ----- | ----- | ----- | ----- |
| 2.619 | 2.484 | 2.457 | 2.234 | 1.926 | 1.884 | 1.862 | 1.923 | 2.125 |